# Кустра, Пётр Васильевич
Пётр Васильевич Кустра (укр. Петро Васильович Кустра; 30 июня 1933 года, Тернополь, Польша) — передовик производства, слесарь-инструментальщик Тернопольского завода светотехнического электрооборудования производственного объединения «Ватра» имени 60-летия Советской Украины, Украинская ССР. Герой Социалистического Труда (1981). Депутат Верховного Совета УССР 11 созыва.

## Биография
Родился 30 июня 1933 года в Тернополе. Получил среднее образование. С 1952 года работал плотником Тернопольского строительного управления. Служил в Советской армии.
С 1960 по 1997 год — ученик слесаря, слесарь-инструментальщик завода «Светоприбор» Тернопольского производственного объединения «Ватра» имени 60-летия Советской Украины.
В 1966 году вступил в КПСС.
В 1981 году удостоен звания Героя Социалистического Труда «за выдающиеся производственные успехи, достигнутые в выполнении заданий десятой пятилетки и социалистических обязательств, и проявленную трудовую доблесть».
Избирался депутатом Верховного Совета УССР 11 созыва.
После выхода на пенсию проживает в Тернополе.

## Награды
- Герой Социалистического Труда — указом Президиума Верховного Совета СССР от 31 марта 1981 года
- Орден Ленина — дважды
- Орден Трудового Красного Знамени